# Remolon
Remolon (en francès Remollon) és un municipi francès situat al departament dels Alts Alps i a la regió de Provença – Alps – Costa Blava.

## Demografia
| 1866                                       | 1962 | 1968 | 1975 | 1982 | 1990 | 1999 | 2006 | 2015 |
| ------------------------------------------ | ---- | ---- | ---- | ---- | ---- | ---- | ---- | ---- |
| 690                                        | 399  | 295  | 259  | 278  | 332  | 398  | 422  | 434  |
| Des de 1962: població sense dobles comptes |      |      |      |      |      |      |      |      |

## Administració
| Període       | Identitat             | Partit |
| ------------- | --------------------- | ------ |
| 1983-2020     | Bernard Allard-Latour | PRG    |
| maig de 2020- | Elisabeth Clauzier    |        |